# Illes Kermadec
Les Illes Kermadec constitueixen un arxipèlag a l'oceà Pacífic, pràcticament deshabitades i que pertanyen administrativament a Nova Zelanda. Estan distribuïdes aproximadament en direcció Nord-Sud i conformen un arc insular de la seva pròpia placa tectònica, coneguda com a placa de les Kermadec.

## Situació
Les illes estan disseminades al llarg d'uns 230 km de Nord a Sud. En concret, entre els 29°S - 178°O de l'illa Raoul i els 31,5°S - 179°O de L'Espérance. Se situen a uns 900 km al Nord-est de l'Illa del Nord de Nova Zelanda i a uns 1.000 al Sud-oest de les Tonga.

## Illes
L'arxipèlag està format per quatre illes principals i uns quants illots, sobretot al voltant de cadascuna de les primeres, alguns dels quals només afloren durant la marea baixa. La superfície emergida total és de 33 km2.
Les quatre illes principals són:
- L'illa Raoul, la més gran, 29,4 km2, i més septentrional.
- L'illa Macauley, 3,1 km2 i 110 km al sud-sud-est de l'anterior.
- L'illa Curtis, 0,6 km2 i 35 km al sud-sud-est de l'anterior.
- L'illa de L'Espérance, 0,05 km2 i 80 km al sud-sud-est de l'anterior.

Les illes estan deshabitades, excepció feta dels funcionaris temporalment destacats a l'estació de meteorologia i telecomunicació ubicada a l'illa Raoul.

## Història
Sembla que les illes tingueren habitants polinesis a principis del primer mil·lenni però quan hi van arribar els europeus, el 1788, ja eren deshabitades. Els francesos d'Antoine Bruny d'Entrecasteaux hi van arribar el 1792 mentre buscaven l'expedició perduda de Jean-François de La Pérouse. Van batejar l'arxipèlag en honor de Jean-Michel Huon de Kermadec, capità d'un dels vaixells, L'Espérance, que també donaria nom a una de les illes.

## Ecologia
Per la seva situació aïllada, les Kermadec formen una ecoregió pròpia, classificada com a bosc subtropical humit. Això fa que presentin una gran riquesa de flora i fauna autòctona i endèmica.
Els gats i les rates introduïts pels navegants van suposar un cataclisme per la fauna, sobretot ocells. Per altra banda, les cabres alliberades pels vaixells van delmar fortament la vegetació i van arrasar boscos sencers. Des de 1937, les illes són reserva natural i des de 1990 el seu mar és reserva marina. S'han fet esforços per foragitar els depredadors invasors i es va recuperant de mica en mica l'equilibri original. És per això que les visites a les illes són molt restringides.

## Activitat sísmica
L'origen de les illes és volcànic atesa la seva situació al límit de la seva placa tectònica. Això comporta que la regió sigui especialment activa pel que fa a moviments sísmics. Darrerament han sofert terratrèmols d'intensitat superior als 7 graus: el 16 de maig de 2006 (grau 7,6) i el 21 d'octubre de 2011 (grau 7,4).